# Parosphromenus ornaticauda
Parosphromenus ornaticauda — прісноводний вид лабіринтових риб підродини макроподових родини осфронемових.
Був відкритий 1990 року, а вже наступного року отримав науковий опис. Видова назва походить від латинських слів ornatus, що означає «нарядний», та cauda — «хвіст», натяк на показний малюнок на хвостовому плавці цих риб.
Parosphromenus ornaticauda суттєво відрізняється від більшості інших паросфроменів своєю більш видовженою формою, особливим забарвленням та шлюбною поведінкою. Більш тісну спорідненість виявляє лише з Parosphromenus parvulus.

## Поширення
Ендемік індонезійської частини Калімантану. Відомий лише з невеликої області в басейні річки Капуас на заході провінції Західний Калімантан. Типова місцевість — річка Пенью (індонез. Sungai Pinyuh), вона знаходиться на південний схід від містечка Анджунган (індонез. Anjungan). Вид був також виявлений приблизно за 200 км на південь від цього району — в річці Паван (індонез. Sungai Pawan), біля Кетапангу (індонез. Ketapang).
Населяє торф'яні болота. Стенотопний (водиться тільки тут) мешканець чорноводних струмків, що протікають серед заболочених лісів. Риб ловили на тихих прибережних ділянках серед коріння наземних рослин або під навісом з дернини. Були зафіксовані такі параметри води: рН 4,5, провідність 39 мкСм/см, температура 27,6 °C.
У своїх рідних водоймах Parosphromenus ornaticauda зустрічається разом з іншими видами паросфроменів: у річці Пенью — з P. anjunganensis, а в річці Паван — з P. quincedim. В обох випадках родичі займають різні екологічні ніші, P. ornaticauda населяє мілкі ділянки струмків, а інші види паросфроменів тримаються на ділянках до 1,5 м глибиною.
Незважаючи на те, що було виявлено декілька місць існування P. ornaticauda, а іноді він трапляється у великій кількості в акваріумній торгівлі, вид належить до числа видів, що перебувають на межі зникнення. Частина його первісного середовища існування вже зруйнована й перетворена на плантації олійної пальми. Багато біотопів, які все ще існують, сильно пошкоджені через забруднення пестицидами. Залишків чорноводних боліт стає все менше й менше.

## Опис
Дрібна рибка, завдовжки не більше 3,5 см. Тіло, в порівнянні з іншими видами паросфроменів, за винятком P. parvulus, струнке, невисоке, в перетині має форму широкого овалу. У спинному плавці 9-11 твердих і 6-7 м'яких променів, всього 16-17; в анальному плавці 7-9 твердих і 10-13 м'яких променів, всього 18-21. Черевні плавці невеличкі.
У самців нижня частина тіла темна, чорнувато-коричнева або майже чорна, верхня світліша, від жовтогарячої до червонувато-коричневої. Верхній край темної зони проходить від верхнього краю ока до основи хвостового плавця. Схожий розподіл кольорів властивий лише P. nagyi. Натомість малюнок непарних плавців у цих видів відрізняється. Хвостовий плавець в P. ornaticauda чорний з широкою червоною смугою у вигляді полум'я посередині та біло-блакитними верхнім та нижнім краями, нижче червоної смуги розташовані 1-3 невеличкі білі цятки. Спинний плавець майже повністю чорний, лише з тонкою світлою облямівкою. Анальний плавець також чорний, але має широкий рефлекторний біло-блакитний край та 1-4 білі округлі цятки біля основи задніх променів. Черевні та грудні плавці безбарвні. Таке забарвлення присутнє в дорослих самців майже постійно, лише в стані екстремального стресу на тілі можна побачити типовий для паросфроменів смугастий малюнок. У шлюбному вбранні забарвлення самця посилюється, світла частина темнішає, практично зливаючись з нижньою.
Самки P. ornaticauda помітно блідіші за самців. У звичайному стані їхнє забарвлення складається з двох типових для паросфроменів поздовжніх смуг: одна проходить від кінчика морди через основу грудного плавця до основи хвостового плавця, друга, менш виразна йде від низу основи грудного плавця до анального плавця. Під час залицяння смуги спочатку щезають і забарвлення світлішає, але, коли риби безпосередньо переходять до нересту, самки темнішають і стають дуже схожими на самців, у них навіть з'являється «полум'я» на хвостовому плавці. Яскраве нерестове забарвлення самок є незвичним для паросфроменів явищем, воно спостерігається лише в P. ornaticauda та P. parvulus. У всіх інших видів самка в період залицяння та нересту має однотонне світле забарвлення.
В такій ситуації з визначенням статі в P. ornaticauda лише за забарвленням під час нересту можна помилитись. Самця можна вгадати лише за блиском облямівки плавців та сильнішими червоними барвами на хвостовому плавці. Проте за поведінкою самці та самки чітко відрізняються між собою. Помилитися з визначенням статі можна також, коли риби перебувають в акваріумах зоомагазинів. Там вони зазвичай бувають знебарвленими. Тому орієнтуються на те, що самки мають трохи коротші спинний та анальний плавці, пухке тіло й ніколи в них не буває облямівки на плавцях.
Немає ризику сплутати самців P. ornaticauda із самцями інших видів паросфроменів. Структурно схожий вид P. parvulus можна чітко відрізнити за кольорами та малюнком забарвленням. Самок P. ornaticauda з нормальним забарвленням можна сплутати лише з P. parvulus, а дрібних мальків обох цих видів майже не розрізнити.

## Біологія
Цей вид є мікрохижаком, основу його харчування становлять крихітні водні безхребетні (личинки комах, ракоподібні).
Parosphromenus ornaticauda виводить потомство в печерах, при цьому адаптується до різноманітних місць для розмноження. Це можуть бути як повністю закриті печери, так і затишне місце під листям або плавучими предметами. В більшості випадків надають перевагу дуже вузьким нерестовим печерам (діаметр входу близько 1,5 см) різної орієнтації, які знаходять у межах своєї зони проживання. Батьківське піклування виявляється в формі будівництва самцем гнізда з піни. Під час нересту самець займає невелику територію навколо вибраної нерестової печери.
Коли гніздо готове, він намагається заманити до печери самку, ефектно демонструючи при цьому свою красу. Під час залицяння самець P. ornaticauda здійснює унікальний танок. Щось подібне, але в сильно редукованому варіанті, спостерігається лише в P. parvulus. Самець плаває в похилій позиції головою догори й повністю розпускає плавці, на яких виблискують білі барви. Періодично він, як навіжений, буквально стрибає навколо застиглої самки, й виконує шалені рухи по круговій або зиґзаґоподібній траєкторії.
Такі залицяння можуть тривати 2-3 дні. Тоді самка йде за самцем до печери. Тут самець обгортає своє тіло навколо самки, й рибки відкладають порцію ікри. Партнери відкладають до 25 ікринок, вони прикріплюють їх до стелі печери.
Самець охороняє кладку, поки з ікри не виведуться мальки й вони не почнуть вільно плавати. За температури 25 °C це триває 9 днів. Батько обмахує кладку плавцями, спрямовуючи на неї потік багатої на кисень води, періодично перекладає ікринки, а згодом личинок.

## Утримання в акваріумі
Parosphromenus ornaticauda був відкритий 1990 року, того ж року його вперше завезли до Європи. Вид лишається рідкісним у торгівлі акваріумними рибами. Іноді його в невеликій кількості в приватний спосіб привозять мандрівні акваріумісти. Водночас мали місце випадки, коли P. ornaticauda з'являвся в міжнародній торгівлі великими партіями по кілька тисяч екземплярів. Проте в зоомагазинах ці рибки зазвичай масово гинуть через низьку стійкість до бактерій.
P. ornaticauda — це риба не для початківців. Хоча стосовно догляду цей вид мало відрізняється від інших видів паросфроменів, існує багато проблем з його розведенням. Відомо лише кілька випадків, коли розведення було легким та успішним, набагато більше було прямо протилежних випадків. Розведення P. ornaticauda вважається «вищою школою» серед любителів паросфроменів. Отримати 1-3 малька вже є успіхом.
Parosphromenus ornaticauda веде прихований спосіб життя, риби весь час перебувають у схованках, розташованих біля дна. Залишають їх лише для прийому їжі та залицяння. Важливо, щоб акваріум стояв у тихому місці. Рекомендується тримати Parosphromenus ornaticauda невеликою групою. Самці не переносять один одного, але вони поводяться дуже мирно в стосунках з іншими рибами. Загалом за наявності сусідів паросфромени почуваються спокійніше, але сусідів не повинно бути багато, вони мають бути, за можливості, меншими, обов'язково мирними, не надто метушливими й витримувати показники води, корисні для P. ornaticauda. Це можуть бути дрібні расбори або деякі молоді бійцівські рибки, що будують гнізда з піни, наприклад Betta persephone. Ніколи не можна тримати Parosphromenus ornaticauda разом з іншими паросфроменами.
Загалом утримувати Parosphromenus ornaticauda не важче, ніж інші види паросфроменів. Використовують акваріуми місткістю близько 25 літрів з великою кількістю схованок. Плавучі рослині забезпечують цій полохливій рибці безпеку. Бамбукові трубки, половинки шкаралупи кокосового горіха тощо надають рибам притулок, а також потенційні місця нересту. На дно вкладають корчі, шар висушеного опалого листя дуба або бука, яке потрібно міняти кожні 4-6 місяців. Рекомендовані показники води: pH 3,4-6,0, твердість 1-3 °KH, температура 23-26 °C. Вода має бути чистою, а освітлення не надто сильним. Паросфромени не люблять сильної течії.
Беруть майже виключно живі й заморожені корми: наупліуси артемії, моїна, чорні личинки комарів, коретра, дрібний мотиль.
P. ornaticauda дуже важко розводити. Зазвичай вони відкладають ікру з настанням сезону розмноження, але ікринки або зникають, або з них вилуплюється дуже мало личинок.
Для розмноження цих риб можна використовувати видовий акваріум на 20-40 літрів (в маленькому акваріумі самцеві не вистачатиме місця для виконання його специфічного танка залицяння). Відсаджують риб на нерест парами. P. ornaticauda вимогливий до вибору нерестового субстрату. Риби шукають гущавину з листя рослин або коріння, їхню ікру неодноразово знаходили в скупченні яванського моху, іноді просто під листям або навіть приліпленою до скла. Проте найкращим місцем для гнізда вважається відрізок бамбука або пластикової трубки близько 10 см завдовжки й 1-1,8 см в перетині, з одного боку його рекомендується заткнути пінопластом. Позитивний результат розведення був досягнутий за таких показників води: pH 5-6, твердість 0-1 °KH та 1-3 °dGH, температура 24-26 °C.
Кладка, як правило, буває невеликою: 10-20 ікринок, іноді більше. Після нересту самець чатує біля входу в печеру, висунувши голову з трубки. Якщо йому щось не сподобалось, він переносить кладку з однієї схованки в іншу; при цьому багато ікринок або личинок втрачається. Разом із тим, якщо самця забрати після нересту, результати бувають ще гіршими. За досвідом Бернда Буслера (нім. Bernd Bussler), який неодноразово розводив P. ornaticauda, дуже складним і важливим є знайти самця, який гарно піклуватиметься за кладкою.